# Nowodniestrowsk
Nowodniestrowsk (ukr. Новодністровськ, Nowodnistrowśk) – miasto na Ukrainie w obwodzie czerniowieckim.

## Historia
W 1989 liczyło 10 511 mieszkańców.
Miasto od 1993 roku.